# Canton d'Eu
Le canton d'Eu est une circonscription électorale française située dans le département de la Seine-Maritime et la région Normandie.
À la suite du redécoupage cantonal de 2014, les limites territoriales du canton sont remaniées. Le nombre de communes du canton passe de 22 à 40.

## Géographie
Ce canton est organisé autour d'Eu dans l'arrondissement de Dieppe. Son altitude varie de 0 m (Villy-sur-Yères) à 189 m (Melleville) pour une altitude moyenne de 57 m.

## Histoire
- De 1833 à 1848, les cantons d'Eu et d'Envermeu  avaient le même conseiller général. Le nombre de conseillers généraux était limité à 30 par département[5].

## Représentation

### Conseillers généraux de 1833 à 2015
| Période | Période          | Identité                          | Étiquette                            | Qualité |
| ------- | ---------------- | --------------------------------- | ------------------------------------ | --- |
| 1833    | 1848             | Louis François Rabion (1771-1856) |                                      | Négociant Maire d'Eu |
| 1848    | 1852             | Louis Estancelin                  | Royaliste                            | Ancien officier d'état-major Propriétaire à Eu Représentant du peuple de la Somme (1830-1846)                                                                           |
| 1852    | 1858             | Adrien Étienne Dupuis             |                                      | Ancien juge de paix |
| 1858    | 1895             | Octave Leconte                    | Droite Bonapartiste puis Monarchiste | Médecin, maire d'Eu (1851-1870) |
| 1895    | 1932 (décès)     | Paul Bignon                       | AD-URD                               | Armateur Maire d'Eu (1892-1932) Député (1902-1927) Sénateur (1927-1932) Sous-Secrétaire d'État (1920-1921)                                                              |
| 1932    | 1937 (décès)     | Charles Morin                     | RG                                   | Maire d'Eu (1932-1937) |
| 1938    | 1940             | Paul Danger (1887-1966)           | Rad.                                 | Maire du Tréport (1932-1940) |
|         |                  |                                   |                                      | |
| 1943    | 1945             | Henri Franchet                    |                                      | Maire d'Eu (1937-1944 et 1945-1953) Nommé membre du Conseil départemental en 1943                                                                                       |
|         |                  |                                   |                                      | |
| 1945    | 1982             | Louis Boisson                     | SFIO puis Rad. puis UDF-Rad.         | Receveur puis inspecteur central des PTT Député (1962-1967) Maire du Tréport                                                                                            |
| 1982    | 1995 (décès)     | Jean Duhornay (1926-1995)         | UDF-CDS                              | Maire d'Eu (1976-1995) |
| 1995    | 2008             | Jean Garraud (1931-2014)          | PCF                                  | Professeur d’éducation physique Maire du Tréport (1977-1998) Ancien suppléant du député Irénée Bourgois (1978-1981) Suppléant du député Christian Cuvilliez (1997-2002) |
| 2008    | 2013 (démission) | Marie-Françoise Gaouyer           | PS                                   | Infirmière Maire d'Eu (2008-2014) Vice-Présidente du Conseil Général (2008-2013) Sénatrice (2013-2014)                                                                  |
| 2013    | 2015             | Didier Régnier                    | PS                                   | Enseignant en CFA Maire de Saint-Rémy-Boscrocourt (2001-2020) |

### Conseillers d'arrondissement (de 1833 à 1940)
| Période                                  | Période      | Identité                                    | Étiquette                           | Qualité |
| ---------------------------------------- | ------------ | ------------------------------------------- | ----------------------------------- | --- |
| 1833                                     | 1842 (décès) | Laurent Bonaventure Leconte (1782-1842)     |                                     | Notaire à Eu, capitaine de la Garde nationale                                                               |
| 1842                                     | 1867         | Côme Morel                                  | Bonapartiste                        | Propriétaire rentier à Eu                                                                                   |
| 1867                                     | 1880         | Gustave Delattre de Mercastel               | Conservateur monarchiste            | Avocat, propriétaire à Eu                                                                                   |
| 1880                                     | 1889         | Noël Nicolas Marcel Richebraque (1820-1903) | Républicain                         | Notaire, maire d'Eu                                                                                         |
| 1889                                     | 1914 (décès) | Stéphane Houlé (1836-1914)                  | Monarchiste puis Républicain rallié | Agriculteur, adjoint au maire d'Eu                                                                          |
| 1914                                     | 1928         | Louis Edmond François                       | Républicain                         | Agriculteur, maire de Monchy-sur-Eu                                                                         |
| 1928                                     | 1940         | Alphonse Sangnier                           | RG                                  | Agriculteur, maire du Tréport                                                                               |
| 1940                                     |              |                                             |                                     | Les conseils d'arrondissement ont été suspendus par la loi du 12 octobre 1940 et n'ont jamais été réactivés |
| Les données manquantes sont à compléter. |              |                                             |                                     | |

### Conseillers départementaux à partir de 2015
| Période élective | Période élective | Mandat | Mandat   | Identité        | Nuance | Nuance | Qualité |
| ---------------- | ---------------- | ------ | -------- | --------------- | ------ | ------ | --- |
| 2015             | 2021             | 2015   | 2021     | Marie Le Vern   |        | PS     | Chargée de mission Députée de la 6e circonscription (2015-2017) |
| 2015             | 2021             | 2015   | 2021     | Didier Régnier  |        | PS     | Retraité Maire de Saint-Rémy-Boscrocourt (2001 → 2020) |
| 2021             | 2028             | 2021   | en cours | Valérie Garraud |        | PS     | Pédiatre Généticienne Conseillère municipale de Blangy-sur-Bresle (2002 → 2008) Conseillère régionale de Normandie (2015 → 2021)                                     |
| 2021             | 2028             | 2021   | en cours | Laurent Jacques |        | PCF    | Maire du Tréport (2016 → ) Député suppléant de Sébastien Jumel (2017 → ) Vice-président de la CC des Villes Sœurs (2018 → ) Président du Pays Bresle-Yères (2018 → ) |

### Résultats détaillés

#### Élections de mars 2015
À l'issue du 1er tour des élections départementales de 2015, deux binômes sont en ballottage : Frédérick Collasse et Françoise Duchaussoy (FN, 31,17 %) et Marie Le Vern et Didier Régnier (Union de la Gauche, 28,93 %). Le taux de participation est de 50,87 % (14 196 votants sur 27 908 inscrits) contre 49,48 % au niveau départemental et 50,17 % au niveau national.
Au second tour, Marie Le Vern et Didier Régnier (Union de la Gauche) sont élus avec 54,77 % des suffrages exprimés et un taux de participation de 51,7 % (7 024 voix pour 14 427 votants et 27 904 inscrits).

#### Élections de juin 2021
Le premier tour des élections départementales de 2021 est marqué par un très faible taux de participation (33,26 % au niveau national). Dans le canton d'Eu, ce taux de participation est de 35,7 % (9 720 votants sur 27 229 inscrits) contre 32,19 % au niveau départemental. À l'issue de ce premier tour, deux binômes sont en ballottage : Valérie Garraud et Laurent Jacques (Union à gauche, 43,87 %) et Jean-Claude Quenot et Marie-Pierre Tailleux (Divers, 29,68 %),.
Le second tour des élections est marqué une nouvelle fois par une abstention massive équivalente au premier tour. Les taux de participation sont de 34,36 % au niveau national, 32,06 % dans le département et 34,47 % dans le canton d'Eu. Valérie Garraud et Laurent Jacques (Union à gauche) sont élus avec 55,32 % des suffrages exprimés (4 757 voix pour 9 388 votants et 27 233 inscrits),,.

## Composition

### Composition avant 2015
Le canton d'Eu regroupait 22 communes.
| Nom                      | Code Insee | Codepostal | Superficie (km2) | Population (dernière pop. légale) | Densité (hab./km2) |
| ------------------------ | ---------- | ---------- | ---------------- | --------------------------------- | ------------------ |
| Eu (chef-lieu)           | 76255      | 76260      | 17,93            | 7 270 (2012)                      | 405                |
| Baromesnil               | 76058      | 76260      | 7,98             | 244 (2012)                        | 31                 |
| Canehan                  | 76155      | 76260      | 6,18             | 324 (2012)                        | 52                 |
| Criel-sur-Mer            | 76192      | 76910      | 21,12            | 2 764 (2012)                      | 131                |
| Cuverville-sur-Yères     | 76207      | 76260      | 11,06            | 209 (2012)                        | 19                 |
| Étalondes                | 76252      | 76260      | 4,63             | 1 121 (2012)                      | 242                |
| Flocques                 | 76266      | 76260      | 4,93             | 713 (2012)                        | 145                |
| Incheville               | 76374      | 76117      | 7,89             | 1 309 (2012)                      | 166                |
| Longroy                  | 76394      | 76260      | 5,32             | 663 (2012)                        | 125                |
| Melleville               | 76422      | 76260      | 9,09             | 262 (2012)                        | 29                 |
| Le Mesnil-Réaume         | 76435      | 76260      | 5,55             | 670 (2012)                        | 121                |
| Millebosc                | 76438      | 76260      | 7,91             | 266 (2012)                        | 34                 |
| Monchy-sur-Eu            | 76442      | 76260      | 8,99             | 584 (2012)                        | 65                 |
| Ponts-et-Marais          | 76507      | 76260      | 5,90             | 800 (2012)                        | 136                |
| Saint-Martin-le-Gaillard | 76619      | 76260      | 17,80            | 295 (2012)                        | 17                 |
| Saint-Pierre-en-Val      | 76638      | 76260      | 7,73             | 1 111 (2012)                      | 144                |
| Saint-Rémy-Boscrocourt   | 76644      | 76260      | 8,37             | 780 (2012)                        | 93                 |
| Sept-Meules              | 76671      | 76260      | 8,22             | 160 (2012)                        | 19                 |
| Tocqueville-sur-Eu       | 76696      |            | 3,60             | 220 (2012)                        | 61                 |
| Touffreville-sur-Eu      | 76703      | 76910      | 5,69             | 193 (2012)                        | 34                 |
| Le Tréport               | 76711      | 76470      | 6,77             | 5 217 (2012)                      | 771                |
| Villy-sur-Yères          | 76745      | 76260      | 8,34             | 205 (2012)                        | 25                 |

### Composition depuis 2015
Le canton comprend quarante communes entières.
| Nom                        | Code Insee | Intercommunalité                             | Superficie (km2) | Population (dernière pop. légale) | Densité (hab./km2) | Modifier                                    |
| -------------------------- | ---------- | -------------------------------------------- | ---------------- | --------------------------------- | ------------------ | ------------------------------------------- |
| Eu (bureau centralisateur) | 76255      | CC des Villes Sœurs                          | 17,93            | 6 541 (2022)                      | 365                | modifier les données · modifier les données |
| Aubermesnil-aux-Érables    | 76029      | CC interrégionale Aumale - Blangy-sur-Bresle | 8,48             | 201 (2022)                        | 24                 | modifier les données · modifier les données |
| Baromesnil                 | 76058      | CC des Villes Sœurs                          | 7,98             | 212 (2022)                        | 27                 | modifier les données · modifier les données |
| Bazinval                   | 76059      | CC interrégionale Aumale - Blangy-sur-Bresle | 7,18             | 410 (2022)                        | 57                 | modifier les données · modifier les données |
| Blangy-sur-Bresle          | 76101      | CC interrégionale Aumale - Blangy-sur-Bresle | 17,45            | 2 844 (2022)                      | 163                | modifier les données · modifier les données |
| Campneuseville             | 76154      | CC interrégionale Aumale - Blangy-sur-Bresle | 12,30            | 443 (2022)                        | 36                 | modifier les données · modifier les données |
| Canehan                    | 76155      | CC Falaises du Talou                         | 6,18             | 380 (2022)                        | 61                 | modifier les données · modifier les données |
| Criel-sur-Mer              | 76192      | CC des Villes Sœurs                          | 21,12            | 2 592 (2022)                      | 123                | modifier les données · modifier les données |
| Cuverville-sur-Yères       | 76207      | CC Falaises du Talou                         | 11,06            | 193 (2022)                        | 17                 | modifier les données · modifier les données |
| Dancourt                   | 76211      | CC interrégionale Aumale - Blangy-sur-Bresle | 18,30            | 234 (2022)                        | 13                 | modifier les données · modifier les données |
| Étalondes                  | 76252      | CC des Villes Sœurs                          | 4,63             | 1 071 (2022)                      | 231                | modifier les données · modifier les données |
| Fallencourt                | 76257      | CC interrégionale Aumale - Blangy-sur-Bresle | 12,08            | 180 (2022)                        | 15                 | modifier les données · modifier les données |
| Flocques                   | 76266      | CC des Villes Sœurs                          | 4,93             | 720 (2022)                        | 146                | modifier les données · modifier les données |
| Foucarmont                 | 76278      | CC interrégionale Aumale - Blangy-sur-Bresle | 7,28             | 804 (2022)                        | 110                | modifier les données · modifier les données |
| Guerville                  | 76333      | CC interrégionale Aumale - Blangy-sur-Bresle | 12,46            | 470 (2022)                        | 38                 | modifier les données · modifier les données |
| Hodeng-au-Bosc             | 76363      | CC interrégionale Aumale - Blangy-sur-Bresle | 8,77             | 565 (2022)                        | 64                 | modifier les données · modifier les données |
| Incheville                 | 76374      | CC des Villes Sœurs                          | 7,89             | 1 138 (2022)                      | 144                | modifier les données · modifier les données |
| Longroy                    | 76394      | CC des Villes Sœurs                          | 5,32             | 629 (2022)                        | 118                | modifier les données · modifier les données |
| Melleville                 | 76422      | CC des Villes Sœurs                          | 9,09             | 261 (2022)                        | 29                 | modifier les données · modifier les données |
| Le Mesnil-Réaume           | 76435      | CC des Villes Sœurs                          | 5,55             | 802 (2022)                        | 145                | modifier les données · modifier les données |
| Millebosc                  | 76438      | CC des Villes Sœurs                          | 7,91             | 238 (2022)                        | 30                 | modifier les données · modifier les données |
| Monchaux-Soreng            | 76441      | CC interrégionale Aumale - Blangy-sur-Bresle | 10,05            | 613 (2022)                        | 61                 | modifier les données · modifier les données |
| Monchy-sur-Eu              | 76442      | CC des Villes Sœurs                          | 8,99             | 554 (2022)                        | 62                 | modifier les données · modifier les données |
| Nesle-Normandeuse          | 76460      | CC interrégionale Aumale - Blangy-sur-Bresle | 9,10             | 498 (2022)                        | 55                 | modifier les données · modifier les données |
| Pierrecourt                | 76500      | CC interrégionale Aumale - Blangy-sur-Bresle | 9,51             | 475 (2022)                        | 50                 | modifier les données · modifier les données |
| Ponts-et-Marais            | 76507      | CC des Villes Sœurs                          | 5,90             | 801 (2022)                        | 136                | modifier les données · modifier les données |
| Réalcamp                   | 76520      | CC interrégionale Aumale - Blangy-sur-Bresle | 11,45            | 594 (2022)                        | 52                 | modifier les données · modifier les données |
| Rétonval                   | 76523      | CC interrégionale Aumale - Blangy-sur-Bresle | 5,62             | 174 (2022)                        | 31                 | modifier les données · modifier les données |
| Rieux                      | 76528      | CC interrégionale Aumale - Blangy-sur-Bresle | 7,09             | 593 (2022)                        | 84                 | modifier les données · modifier les données |
| Saint-Léger-aux-Bois       | 76598      | CC interrégionale Aumale - Blangy-sur-Bresle | 11,02            | 479 (2022)                        | 43                 | modifier les données · modifier les données |
| Saint-Martin-au-Bosc       | 76612      | CC interrégionale Aumale - Blangy-sur-Bresle | 7,20             | 274 (2022)                        | 38                 | modifier les données · modifier les données |
| Saint-Martin-le-Gaillard   | 76619      | CC Falaises du Talou                         | 17,80            | 293 (2022)                        | 16                 | modifier les données · modifier les données |
| Saint-Pierre-en-Val        | 76638      | CC des Villes Sœurs                          | 7,73             | 1 091 (2022)                      | 141                | modifier les données · modifier les données |
| Saint-Rémy-Boscrocourt     | 76644      | CC des Villes Sœurs                          | 8,37             | 801 (2022)                        | 96                 | modifier les données · modifier les données |
| Saint-Riquier-en-Rivière   | 76645      | CC interrégionale Aumale - Blangy-sur-Bresle | 9,99             | 154 (2022)                        | 15                 | modifier les données · modifier les données |
| Sept-Meules                | 76671      | CC Falaises du Talou                         | 8,22             | 173 (2022)                        | 21                 | modifier les données · modifier les données |
| Touffreville-sur-Eu        | 76703      | CC Falaises du Talou                         | 5,69             | 230 (2022)                        | 40                 | modifier les données · modifier les données |
| Le Tréport                 | 76711      | CC des Villes Sœurs                          | 6,77             | 4 417 (2022)                      | 652                | modifier les données · modifier les données |
| Villers-sous-Foucarmont    | 76744      | CC interrégionale Aumale - Blangy-sur-Bresle | 7,01             | 185 (2022)                        | 26                 | modifier les données · modifier les données |
| Villy-sur-Yères            | 76745      | CC Falaises du Talou                         | 8,34             | 217 (2022)                        | 26                 | modifier les données · modifier les données |
| Canton d'Eu                | 7610       |                                              | 379,74           | 33 544 (2022)                     | 88                 | modifier les données                        |

## Démographie

### Démographie avant 2015
| 1962   | 1968   | 1975   | 1982   | 1990   | 1999   | 2006   | 2011   | 2012   |
| ------ | ------ | ------ | ------ | ------ | ------ | ------ | ------ | ------ |
| 22 819 | 24 302 | 25 871 | 26 242 | 26 299 | 26 064 | 25 986 | 25 498 | 25 380 |

### Démographie depuis 2015
En 2022, le canton comptait 33 544 habitants, en évolution de −4,68 % par rapport à 2016 (Seine-Maritime : +0,35 %, France hors Mayotte : +2,11 %).
| 2013   | 2018   | 2022   |
| ------ | ------ | ------ |
| 35 650 | 34 474 | 33 544 |